# 1972년

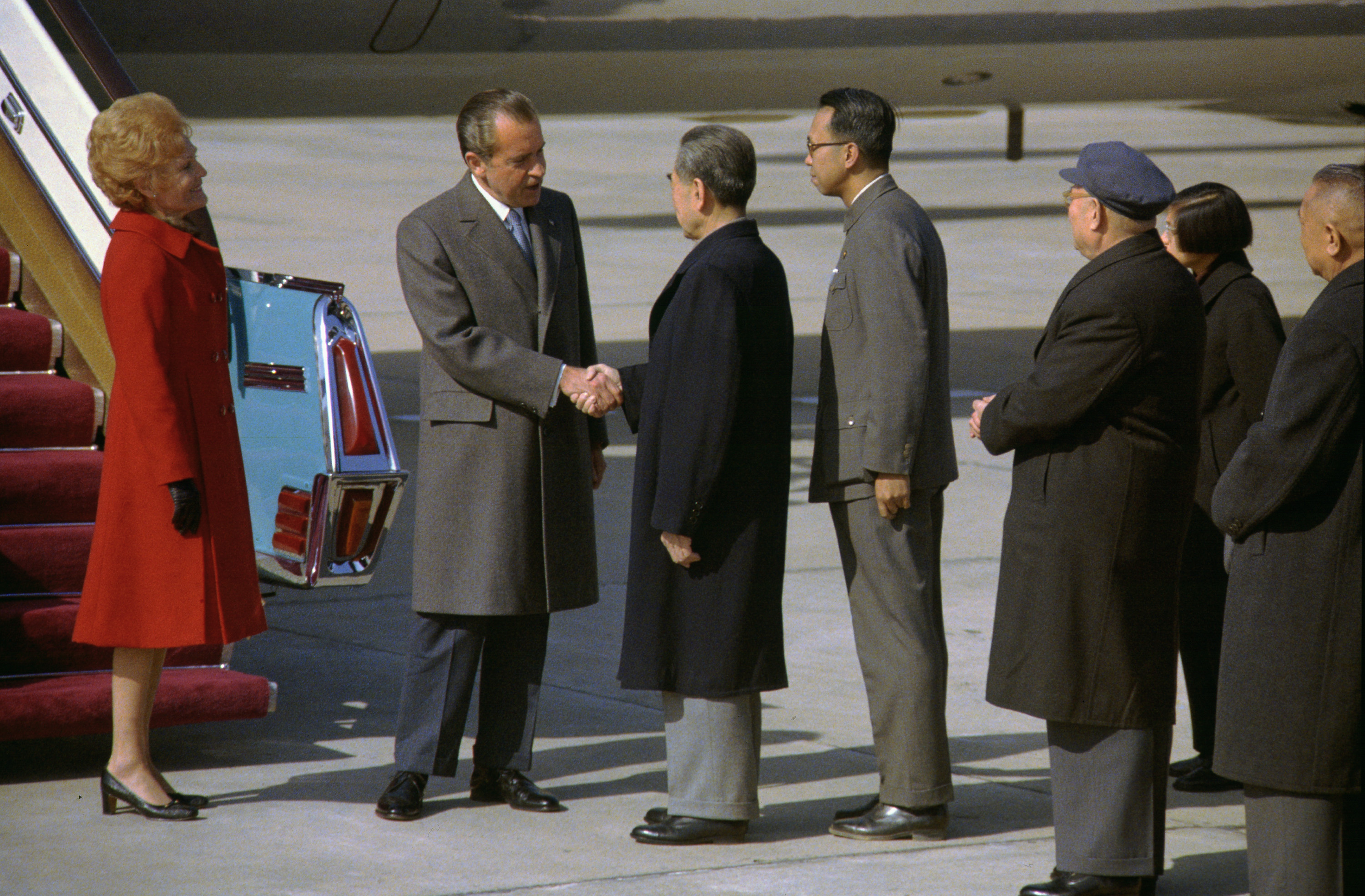
1971년 2월 21일 닉슨 대통령이 저우언라이와 악수하고 있다.

1972년은 토요일로 시작하는 윤년이다.

## 사건
- 1월 30일 - 북아일랜드의 데리에서 영국군 낙하산부대가 공화주의자들의 근거지인 보그사이드 지역에 진입, 시민권을 주장하는 시위대에게 발포해 14명이 사망했다. (피의 일요일)
- 1월 31일 - 대한민국의 정병섭 자살 사건이 일어났다.
- 2월 19일 - 일본에서 아사마 산장 사건 발생
- 2월 21일 - 미국의 리처드 닉슨이 중화인민공화국을 1주간 방문.
- 5월 13일 - 일본 오사카에서 센니치 백화점 화재 발생
- 5월 25일 - 류큐 제도, 다시 일본 영토로 편입.
- 6월 5일 - 환경의 날, 유엔인간환경회의에서 제정.
- 7월 4일 - 7.4 남북 공동 성명
- 7월 27일 - 미국의 전천후 고기동 4세대 전술전투기 F-15 이글이 첫비행에 성공하다.
- 8월 11일 -  베트남 전쟁, 미국의 마지막 지상 전투 부대가 남베트남에서 철군하다.
- 8월 29일 - 대한적십자사, 제1차 남북적십자회담 참석위해 평양 도착.
- 8월 30일 - 제1차 남북 적십자 회담이 평양에서 열리다.
- 9월 5일 - 검은 구월단에 의한 뮌헨 올림픽촌 습격 사건이 발생하다.
- 9월 29일 - 일본 다나카 가쿠에이 총리, 수교하기 위해 중화인민공화국을 방문하여 회담을 가진 뒤 중일공동성명을 조인, 중화민국과의 외교 관계를 단절.
- 10월 3일 - 미국과 소비에트 연방, 첫 핵무기제한조치인 전략무기제한협정(SALTⅠ) 조인.
- 10월 17일 - 10월 유신의 시작: 박정희 대통령이 10·17 비상조치를 선언하면서 국회해산 및 정당활동이 정지되면서 사실상 헌정체제가 정지되었다.
- 11월 6일 - 타이 학생들 일본 상품 불매운동 결의.
- 11월 21일 - 유신헌법에 대한 국민투표. (투표율 91.9%, 찬성률 91.5%)
- 12월 2일 - 서울시민회관 화재 발생.
- 12월 23일
  - 박정희 대통령이 제8대 대통령 선거에서 통일주체국민회의 대의원의 간접선거로 대통령으로 선출되었다.
  - 니카라과 수도 마나과 일대에서 지진이 일어나 약 5만명이 사망하였다.
- 12월 27일 - 대한민국 유신헌법이 공포되었고, 박정희가 제8대 대통령에 취임하였다. 같은날 조선민주주의인민공화국에서는 김일성을 국가주석 겸 중앙인민위원회 위원장으로 추대하였다.

## 문화
- 미국 뉴욕의 제 2 세계 무역 센터가 완공되었다.
- 미국 뉴욕의 제 5 세계 무역 센터가 완공되어 개장하였다.
- 4월 22일 - 대한민국의 지상파TV에 미스코리아 실황중계 시작.
- 4월 - 인텔사, 인텔 8008 출시.
- 8월 9일 - 대한민국 문화공보부, '국기에 대한 맹세' 교육 실시.
- 8월 18일 - 남북적십자사, 남북회담위한 직통전화 개통.
- 8월 25일 - 대한민국, 경복궁 내 국립중앙박물관이 개관되었다.
- 8월 26일 - 1972년 하계 올림픽이 서독 뮌헨에서 개막하였다. (~9월 11일)
- 9월 9일 - 침술을 이용한 마취수술법이 대한민국에서는 처음 성공.
- 9월 25일 - 제5회 아시아대법원장회의, 14개국 대표 참가한 가운데 서울서 개막되었다.
- 9월 - 농심에서 스낵 과자 꿀꽈배기 출시.
- 10월 6일 - 대한민국 서울특별시 인구 600만 돌파.
- 10월 27일 - 오일쇼크로 인해 KBS TV(KBS1)의 채널에서 뉴스프로그램인 뉴스파노라마를 종영을 하다.
- 11월 30일 - 재단법인 국기원 설립.
- 12월 3일 - 마징가Z가 일본에서 방영 시작되었다.

## 탄생

### 1월
- 1월 1일
  - 프랑스의 전 축구 선수 릴리앙 튀랑.
  - 대한민국의 씨름 선수 박광덕.
  - 이란의 영화 감독 아시가르 파르하디.
  - 대한민국의 제7대 서울특별시의원 이수정.
- 1월 5일 - 대한민국의 배우 장서희.
- 1월 7일
  - 대한민국의 각본 작가 김은희.
  - 대한민국의 작곡가 이경섭.
  - 대한민국의 성우 임아영.
- 1월 8일 - 미국의 가수 정재윤 (솔리드)
- 1월 9일 - 대한민국의 농구 선수 유영주.
- 1월 10일
  - 일본의 가수, 록 밴드 야마구치 다쓰야.
  - 일본의 기업인 후루카와 슌타로.
- 1월 11일 - 미국의 배우 어맨다 피트.
- 1월 12일 - 대한민국의 스포츠 캐스터 한명재.
- 1월 15일 - 대한민국의 성우 박만영.
- 1월 16일 - 대한민국의 배우 원웅재.
- 1월 17일 - 일본의 가수, 싱어송라이터 히라이 켄.
- 1월 19일 - 대한민국의 가수 최원석.
- 1월 20일
  - 대한민국의 가수 소찬휘.
  - 미국의 정치가 니키 헤일리.
- 1월 21일 - 대한민국의 야구 코치 및 전 야구 선수 이근엽.
- 1월 22일
  - 대한민국의 전 야구 선수 최병국.
  - 일본의 성우 박로미.
- 1월 23일
  - 대한민국의 성우 이주희.
  - 영국의 배우 유언 브렘너.
  - 프랑스의 배우 레아 드뤼케르.
- 1월 25일
  - 대한민국의 가수, 래퍼 김정남.
  - 대한민국의 희극인 리마리오.
- 1월 27일 - 영국의 싱어송라이터 마크 오언.
- 1월 28일 - 일본의 야구 선수 신조 쓰요시.
- 1월 29일
  - 대한민국의 전 야구 선수, 현 야구 코치 김종훈.
  - 일본의 전 축구 선수 모리야스 히로시.

### 2월
- 2월 1일
  - 푸에르토리코의 랩퍼 테고 칼데론.
  - 대한민국의 희극인 정선희.
- 2월 3일
  - 대한민국의 가수, 방송인 윤도현.
  - 에스토니아의 전 축구 선수 마르트 폼.
- 2월 4일
  - 대한민국의 열사이자 학생운동가 강경대. (~1991년)
  - 대한민국의 배우 양동재.
- 2월 5일
  - 덴마크의 왕세자빈 마뤼 엘리사베트.
  - 대한민국의 희극 배우 김지선.
- 2월 7일
  - 대한민국의 영화배우 권지수.
  - 미국의 배우 로빈 라이블리.
- 2월 8일
  - 미국의 프로레슬링 선수 빅 쇼.
  - 대한민국의 희극인 윤정수.
  - 대한민국의 싱어송라이터, 프로듀서 정지찬.
- 2월 10일 - 대한민국의 성우 김기흥.
- 2월 11일
  - 일본의 작가 야마구치 노보루.
  - 잉글랜드의 축구 선수 스티브 맥매너먼.
  - 대한민국의 전 야구 선수 최익성.
  - 독일의 배우 리사 마르티네크. (~2019년)
  - 일본의 프로바둑 기사 유키 사토시.
- 2월 12일 - 대한민국의 전 야구 선수, 현 야구 코치 허문회.
- 2월 13일 - 대한민국의 배우 김상경.
- 2월 14일
  - 대한민국의 희극인 이윤석.
  - 대한민국의 배우 이상아.
- 2월 15일
  - 대한민국의 아나운서 최시중.
  - 대한민국의 희극인 서경석.
  - 일본의 작가, 정치인  사쿠라이 마코토.
  - 대한민국의 방송인 김성경.
- 2월 16일 - 대한민국의 배우 김정학.
- 2월 17일
  - 미국의 펑크 록 밴드 빌리 조 암스트롱.
  - 미국의 음악가 테일러 호킨스. (~2022년)
  - 일본의 가수 YUKI.
- 2월 19일 - 일본의 배우 오모리 나오.
- 2월 20일 - 대한민국의 희극인 남상호.
- 2월 21일 - 대한민국의 가수 서태지.
- 2월 23일
  - 대한민국의 성우 전태열.
  - 일본의 성우 키사이치 아츠시.
- 2월 25일
  - 대한민국의 배우 박지아. (~2024년)
  - 대한민국의 음악가 김진만.
  - 일본의 전 축구 선수 노구치 히로시.
- 2월 26일
  - 대한민국의 방송프로듀서 서수민.
  - 대한민국의 농구 선수 김승기.
- 2월 28일
  - 대한민국의 성우 임유진.
  - 대한민국의 배우 최병모.
- 2월 29일
  - 이탈리아의 배우 안토니오 사바토 주니어.
  - 대한민국의 골프 선수 양용은.
  - 대한민국의 희극인 장웅.

### 3월
- 3월 1일 - 대한민국의 정치학자 김지윤.
- 3월 2일 - 아르헨티나의 전 축구 선수, 현 축구 감독 마우리시오 포체티노.
- 3월 3일
  - 대한민국의 희극인 임혁필.
  - 독일의 배우 크리스티안 올리버. (~2024년)
- 3월 4일 - 북한의 체조 선수 배길수.
- 3월 6일
  - 미국의 전 농구 선수 샤킬 오닐.
  - 미국의 음악가 자렛 레딕.
- 3월 7일
  - 대한민국의 배우 장동건.
  - 일본의 전 축구 선수 사토 히로시.
- 3월 8일 - 대한민국의 성우 한수림.
- 3월 9일
  - 중화인민공화국의 방송인 하이샤.
  - 나이지리아의 축구 선수 아지바데 바바라데. (~2020년)
- 3월 10일
  - 미국의 힙합 가수·프로듀서 팀발랜드.
  - 미국의 게이 포르노 배우, 감독 마이클 루커스.
  - 캐나다의 배우 디애나 밀리건,
- 3월 11일 - 일본의 가수 우아.
- 3월 13일
  - 대한민국의 가수 배기성.
  - 대한민국의 희극인, 방송인 배칠수.
- 3월 14일 - 대한민국의 전 야구 선수 송재용.
- 3월 17일
  - 대한민국의 배우 정경호.
  - 미국의 축구 선수 미아 햄.
- 3월 19일 - 대한민국의 배우 이준혁.
- 3월 20일 - 대한민국의 안무가 무용가 대학교수 배우 조하나.
- 3월 21일
  - 일본의 성우 시라토리 테츠.
  - 대한민국의 유도 선수 조민선.
- 3월 22일 - 대한민국의 가수 정여진.
- 3월 23일
  - 미국의 래퍼 이준. (솔리드)
  - 대한민국의 배우, 가수 김민종.
- 3월 26일 - 미국의 배우 레슬리 맨.
- 3월 27일 - 대한민국의 배우 진경.
- 3월 28일 - 대한민국의 야구 선수 정민철.
- 3월 29일
  - 일본의 성우 스와베 준이치.
  - 포르투갈의 전 축구 선수 후이 코스타.
- 3월 30일 - 체코의 전 축구 선수 카렐 포보르스키.

### 4월
- 4월 1일 - 대한민국의 뮤지컬 배우, 음악감독 신소영.
- 4월 2일 - 대한민국의 전 축구 선수, 지도자 이원준.
- 4월 3일 - 대한민국의 뮤지컬 배우 이건명.
- 4월 4일
  - 대한민국의 배우 김태희.
  - 대한민국의 배우 정의갑.
- 4월 5일 - 일본의 성우 타케우치 준코.
- 4월 8일 - 미국의 배우 성 강.
- 4월 9일
  - 영국의 배우 니브 매킨토시.
  - 대한민국의 전 야구 선수 김영진.
- 4월 11일
  - 대한민국의 배우 이도엽.
  - 대한민국의 배우 이장훈.
- 4월 12일
  - 대한민국의 배우 이주나.
  - 일본의 성우 하마다 겐지.
- 4월 13일 - 대한민국의 배우 이아현.
- 4월 14일
  - 대한민국의 만화가 이우영. (~2023년)
  - 대한민국의 배우 조승연.
- 4월 15일
  - 대한민국의 배우 김석훈.
  - 일본의 야구 선수 기무라 다쿠야. (~2010년)
- 4월 17일
  - 대한민국의 성우 주자영.
  - 미국의 배우 제니퍼 가너.
  - 일본의 축구 선수 니시무라 유이치.
- 4월 18일
  - 대한민국의 배우 고명환.
  - 대한민국의 가수 김성재. (~1995년)
  - 미국의 배우, 영화감독 일라이 로스.
- 4월 19일
  - 브라질의 축구 선수 히바우두.
  - 스위스의 알파인 스키 선수 조냐 네프.
- 4월 22일 - 대한민국의 전 축구 선수 노태경.
- 4월 23일 - 대한민국의 상품기획자 이현구.
- 4월 25일 - 스웨덴의 배우 소피아 헬린.
- 4월 27일 - 대한민국의 소설가 이영도.
- 4월 28일
  - 대한민국의 대학 교수 신정아.
  - 미국의 성우 크리스토퍼 대니얼 반스.
- 4월 30일
  - 일본의 전 축구 선수 모리시마 히로아키.
  - 대한민국의 전 야구 선수 서석영.

### 5월
- 5월 1일 - 대한민국의 배우 강헌일.
- 5월 2일
  - 대한민국의 국회의원 김은주.
  - 미국의 프로레슬러 및 영화배우 드웨인 존슨.
- 5월 4일
  - 러시아의 유도 선수 마리나 코브리기나.
  - 미국의 펑크록 밴드 그린데이의 멤버 마이크 던트.
- 5월 6일
  - 일본의 성우 키쿠치 시호.
  - 대한민국의 과학자 정재승.
  - 일본의 전 여자 마라톤 선수, 평론가 다카하시 나오코.
- 5월 9일
  - 일본의 만화가 와카키 타미키.
  - 미국의 포르노 배우, 방송인 리사 앤.
  - 헝가리의 정치인, 마케터, 경제학자, 전기 기술자, 역사가 페테르 마르키저이.
- 5월 10일 - 대한민국의 성우 은영선.
- 5월 12일
  - 대한민국의 방송인, 모델 궁선영.
  - 대한민국의 전 야구 선수 최경환.
  - 대한민국의 배우 이현경.
  - 미국의 배우 레이 시혼.
- 5월 13일 - 대한민국의 기자, 앵커 박성호.
- 5월 14일 - 대한민국의 배우 주우.
- 5월 15일 - 일본의 만화가 다케이 히로유키.
- 5월 16일
  - 폴란드의 대통령 안제이 두다.
  - 대한민국의 전 축구 선수 김범수.
- 5월 18일 - 대한민국의 배우 차명욱.  (~2018년)
- 5월 19일 - 대한민국의 성우 이선.
- 5월 20일
  - 대한민국의 무용가 안지혜.
  - 미국의 힙합 가수 버스타 라임스.
- 5월 21일
  - 미국의 힙합 가수 노토리어스 B.I.G..  (~1997년)
  - 대한민국의 가수 백자.
  - 대한민국의 야구 선수 위재영.
- 5월 22일
  - 대한민국의 야구 선수 정경훈.
  - 미국의 작가 맥스 브룩스.
- 5월 23일 - 대한민국의 희극인 전영미.
- 5월 24일 - 몰도바의 정치인, 제6대 대통령 마이아 산두.
- 5월 25일 - 미국의 종합격투기 선수 쿵 리.
- 5월 26일 - 대한민국의 정치인 허은아.
- 5월 27일 - 대한민국의 전 야구 선수 김민국.
- 5월 30일
  - 우즈베키스탄의 유도 선수 안드레이 시투르바빈.
  - 일본의 성우 호시 소이치로.
  - 일본의 전 축구 선수 사카모토 요시유키.
  - 벨기에의 프로그래머, 컴퓨터 게임 디자이너 스벤 빙커.
- 5월 31일
  - 대한민국의 전 야구 선수 강필선.
  - 대한민국의 가수 왁스.

### 6월
- 6월 2일
  - 대한민국의 방송인 김한석.
  - 미국의 배우 웬트워스 밀러.
- 6월 3일
  - 이탈리아의 소설가, 정치 운동가 미켈라 무르자. (~2023년)
  - 프랑스의 배우, 영화 감독 쥘리 가예.
- 6월 4일 - 대한민국의 사격 선수 조은영.
- 6월 5일
  - 대한민국의 배우 유태웅.
  - 미국의 전 야구 선수 마이크 쿨보. (~2007년)
- 6월 6일 - 미국의 언론인 내털리 모랄레스.
- 6월 7일
  - 대한민국의 전 야구 선수 하상도.
  - 뉴질랜드의 배우 칼 어번.
  - 대한민국의 영화감독 김현석.
- 6월 8일 - 대한민국의 배우 안재환. (~2008년)
- 6월 9일
  - 대한민국의 방송인 김원희.
  - 일본의 성우 한바 토모에.
- 6월 10일
  - 대한민국의 아나운서 하지은.
  - 대한민국의 배우 서정.
- 6월 11일 - 대한민국의 성우 박소라.
- 6월 12일 - 대한민국의 전 야구 선수, 현 야구 코치 전상렬.
- 6월 14일 - 대한민국의 배우 장진영. (~2009년)
- 6월 15일 - 오스트레일리아의 배우 포피 몽고메리.
- 6월 16일
  - 미국의 배우 존 조.
  - 미국의 소설가 앤디 위어.
- 6월 17일 - 대한민국의 작가 백나은.
- 6월 18일
  - 대한민국의 전 야구 선수, 현 야구 코치 문동환.
  - 대한민국의 배우 김영희.
- 6월 19일
  - 미국의 축구 선수 브라이언 맥브라이드.
  - 프랑스의 배우 장 뒤자르댕.
  - 대한민국의 언론인, 정치인 조수진.
  - 일본의 성우 나미키 노리코.
  - 미국의 배우 로빈 터니.
- 6월 20일
  - 대한민국의 배우 박상아.
  - 대한민국의 가수 후니.
- 6월 21일 - 대한민국의 공무원 지정훈.
- 6월 22일 - 일본의 성우 도몬 진.
- 6월 23일
  - 대한민국의 가수 얀.
  - 프랑스의 전 축구 선수 지네딘 지단.
  - 미국의 배우 셀마 블레어.
- 6월 24일
  - 대한민국의 성우 유호한.
  - 대한민국의 배우 김여진.
- 6월 25일
  - 대한민국의 영화 감독 김태윤.
  - 대한민국의 드라마작가 김현준.
- 6월 26일
  - 대한민국의 야구 선수 강인권.
  - 필리핀의 권투 선수 로엘 벨라스코.
  - 일본의 축구 선수 오이시 사토시.
- 6월 29일
  - 미국의 평화운동가 서맨사 스미스. (~1985년)
  - 대한민국의 배우 백현진.
  - 미국의 디스크자키 DJ 섀도.
- 6월 30일 - 대한민국의 전 야구 선수, 희극인, 방송인 강병규.

### 7월
- 7월 1일
  - 대한민국의 방송연예인 전용준.
  - 일본의 성우 이나다 테츠.
- 7월 2일 - 대한민국의 음악가, 작곡가 엄대호.
- 7월 3일 - 미국의 배우 맷 슐즈.
- 7월 4일
  - 대한민국의 의사 조수현.
  - 러시아의 유도 선수 타티야나 보고먁코바.
- 7월 5일
  - 대한민국의 전 야구 선수, 현 야구 코치 김원형.
  - 대한민국의 정치인 홍연아.
- 7월 6일
  - 대한민국의 요리연구가 최현석.
  - 대한민국의 가수 이세준.
- 7월 7일 - 대한민국의 만화가 박성우.
- 7월 8일 - 일본의 배우 타니하라 쇼스케.
- 7월 10일
  - 콜롬비아의 배우 소피아 베르가라.
  - 대한민국의 리듬체조 선수 이경희.
- 7월 11일
  - 대한민국의 전 야구 선수, 현 야구 감독 박경완.
  - 미국의 배우 마이클 로젠바움.
- 7월 12일 - 대한민국의 기업인 박효진.
- 7월 14일 - 일본의 성우 스즈키 마사미.
- 7월 15일
  - 대한민국의 만화가 곽백수.
  - 대한민국의 양궁 선수 이은경.
- 7월 16일 - 일본의 희극인 코지마 카즈야.
- 7월 17일 - 네덜란드의 전 축구 선수 야프 스탐.
- 7월 19일
  - 대한민국의 전 야구 선수, 현 야구 코치 박석진.
  - 대한민국의 전 야구 선수 박보현.
- 7월 20일
  - 대한민국의 성우 김아영.
  - 대한민국의 성우 임진응.
  - 슬로바키아의 아이스하키 선수 요제프 스튐펠.
- 7월 21일 - 일본의 배우, 가수, 기업인 하루나 아이.
- 7월 22일
  - 대한민국의 축구 선수, 축구 지도자 박효진.
  - 캐나다의 배우 콜린 퍼거슨.
- 7월 23일
  - 브라질의 축구 선수 지오바니 에우베르.
  - 대한민국의 의원 송승용.
- 7월 24일
  - 조선민주주의인민공화국 태생 대한민국의 배우 김혜영.
  - 대한민국의 교육자 이주희.
- 7월 25일 - 중국의 배우 가람.
- 7월 26일 - 오스트레일리아의 배우 조니 파스볼스키.
- 7월 27일
  - 미국의 희극인, 배우 마야 루돌프.
  - 대한민국의 배우 김정영.
  - 대한민국의 가수 피터펀.
- 7월 28일 - 대한민국의 배우 염정아.
- 7월 29일 - 대한민국의 가수 김돈규.
- 7월 31일 - 케냐의 마라톤 선수 캐서린 은데레바.

### 8월
- 8월 5일 - 대한민국의 배우 이석준.
- 8월 6일
  - 대한민국의 만화가 김수용.
  - 영국의 가수 제리 할리웰.
  - 아일랜드의 배우 제이슨 오마라.
- 8월 7일 - 크로아티아의 전 축구 선수 고란 블라오비치.
- 8월 8일
  - 루마니아의 전 축구 선수, 현 축구 감독 비오렐 몰도반.
  - 프랑스의 체조 선수 에리크 푸자드. (~2024년)
- 8월 9일 - 대한민국의 작곡가 방시혁.
- 8월 10일 - 북한의 가수 전혜영.
- 8월 11일 - 미국의 음악가 카. (~2024년)
- 8월 12일 - 대하민국의 범죄자 양진호.
- 8월 14일
  - 대한민국의 방송인 유재석.
  - 일본의 성우 혼다 타카코.
- 8월 15일
  - 대한민국의 연극 배우 강현중.
  - 미국의 배우 벤 애플렉.
  - 이탈리아의 펜싱 선수 라파엘로 카세르타.
- 8월 16일
  - 대한민국의 가수 김지현.
  - 캐나다의 배우 폴 선형 리.
- 8월 17일 - 미국의 배우 켄 라이커.
- 8월 18일 - 일본의 배우, 가수 나카이 마사히로. (SMAP)
- 8월 20일
  - 대한민국의 방송인 정소림.
  - 대한민국의 권투 선수 최용수.
- 8월 23일 - 대한민국의 정치인 김세연.
- 8월 24일
  - 노르웨이의 테니스 선수 크리스티안 루드.
  - 대한민국의 종합격투기 선수 윤동식.
- 8월 25일 - 영국의 영화감독 조 라이트.
- 8월 27일 - 대한민국의 전 야구 선수, 현 야쿠 코치 조경환.
- 8월 28일 - 세르비아의 전 축구 선수 사샤 드라쿨리치.
- 8월 29일
  - 대한민국의 배우 배용준.
  - 미국의 성우 데이비드 빈센트.
- 8월 30일
  - 미국의 배우 캐머런 디애즈.
  - 체코의 전 축구 선수 파벨 네드베트.

### 9월
- 9월 1일 - 대한민국의 교육자 유재현.
- 9월 2일
  - 대한민국의 기업인 김건희.
  - 대한민국의 축구 선수 권해창.
- 9월 4일 - 캐나다의 테니스 선수 대니얼 네스터.
- 9월 5일 - 대한민국의 가수 이현도.
- 9월 6일 - 영국의 배우 이드리스 엘바.
- 9월 7일
  - 대한민국의 전 야구 선수, 현 야구 코치 김재걸.
  - 대한민국의 정치인 강성희.
- 9월 8일
  - 일본의 성우 세키 토모카즈.
  - 대한민국의 가수, 배우, 방송인 김민희.
  - 대한민국의 아나운서 신윤주.
- 9월 9일
  - 대한민국의 배우 김가연.
  - 대한민국의 학원인 강민성.
  - 크로아티아의 배우 고란 비슈니치.
  - 대한민국의 아나운서 국혜정.
- 9월 10일
  - 대한민국의 배우 이본.
  - 대한민국의 희극인 겸 배우 위양호.
- 9월 12일
  - 대한민국의 전 야구 선수, 현 야구 코치 박현승.
  - 대한민국의 정치인, 지방의원 김부열. (~2022년)
  - 대한민국의 배우 윤이준.
- 9월 13일
  - 대한민국의 배드민턴 선수 방수현.
  - 대한민국의 아나운서 윤인구.
- 9월 14일 - 대한민국의 성우 오주연.
- 9월 15일
  - 대한민국의 뮤지컬 배우 송남영. (~2017년)
  - 스페인의 국왕 스페인 왕비 레티시아.
  - 영국의 희극인, 배우 지미 카.
- 9월 16일 - 대한민국의 희극인 김태균.
- 9월 17일 - 대한민국의 아나운서 출신 방송인 김현욱.
- 9월 19일
  - 대한민국의 배우 이경심.
  - 대한민국의 가수 한상일.
- 9월 20일
  - 대한민국의 배우 황택하.
  - 대한민국의 배우 김길동.
- 9월 21일 - 영국의 가수 리엄 갤러거.
- 9월 22일 - 대한민국의 대학교수 정승훈.
- 9월 23일
  - 대한민국의 배우 심은하.
  - 대한민국의 성우 윤미나.
  - 일본의 희극인 와타베 켄
- 9월 26일 - 대한민국의 배우 리민.
- 9월 27일 - 미국의 배우 귀네스 팰트로.
- 9월 28일 - 대한민국의 야구 선수 홍현우.
- 9월 30일
  - 도미니카 공화국의 야구 선수 호세 리마. (~2010년)
  - 일본의 싱어송라이터 고지마 마유미.

### 10월
- 10월 1일 - 이란의 배우 레일라 하타미.
- 10월 2일 - 대한민국의 희극인 윤택.
- 10월 3일 - 대한민국의 배우 김주혁. (~2017년)
- 10월 5일
  - 대한민국의 배우이자 가수 겸 방송인 김민희.
  - 대한민국의 배우 박주미.
  - 대한민국의 기업인 정유경.
  - 벨라루스의 레슬링 선수 알렉세이 메드베데프.
  - 영국의 영화감독 톰 후퍼.
- 10월 6일
  - 대한민국의 배우, 사업가 고소영.
  - 대한민국의 배우 류시원.
  - 대한민국의 배우 강형규.
  - 대한민국의 배우, 연출가 백원길. (~2013년)
  - 오스트레일리아의 축구 선수 마크 슈워처.
- 10월 7일
  - 대한민국의 성우 오길경.
  - 대한민국의 방송인, 수필가 이지희.
  - 대한민국의 교수, 정치인. 제21·22대 국회의원 조정훈.
- 10월 8일 - 대한민국의 배우 김명민.
- 10월 9일
  - 대한민국의 정치인 박홍배.
  - 대한민국의 배우 이창.
  - 일본의 가수 나가노 히로시. (V6)
  - 일본의 성우 미야타 코우키.
- 10월 10일
  - 대한민국의 방송인 김성주.
  - 미국의 래퍼 션. (지누션)
  - 미국의 배우 조엘 카터.
- 10월 11일 - 일본의 성우 모토이 에미.
- 10월 13일 - 대한민국의 현 야구 코치, 전 야구 선수 진필중.
- 10월 14일 - 대한민국의 전 씨름 선수 김경수
- 10월 15일
  - 프랑스의 영화 감독, 배우 마티외 데미.
  - 미국의 배우 맷 키슬러.
- 10월 16일 - 벨기에의 전 축구 선수 이브 세르네일스.
- 10월 17일
  - 미국의 랩 가수 에미넴.
  - 대한민국의 성우 표영재.
- 10월 18일
  - 대한민국의 전 야구 선수, 현 야구 코치 심재학.
  - 대한민국의 배우 박호산.
  - 대한민국의 전 야구 선수 안희봉.
- 10월 19일 - 일본의 성우 아오키 사야카.
- 10월 20일
  - 독일계 미국의 영화 감독 토어 프로이덴탈.
  - 독일의 배우 고데하르트 기제.
  - 대한민국의 배우 이지현.
- 10월 21일
  - 대한민국의 배우 박성균.
  - 일본의 성우 모리타 마사카즈.
- 10월 23일 - 대한민국의 배우 차순배.
- 10월 24일
  - 대한민국의 배우 김지수.
  - 대한민국의 배우 문성호.
  - 대한민국의 배우 정기성.
  - 미국의 배우 반 다크홈.
- 10월 26일 - 프랑스의 소설가 샨사.
- 10월 29일
  - 러시아의 미술가 안드레이 프로코피예프.
  - 미국의 배우 트레이시 엘리스 로스.
  - 쿠바의 유도 선수 레그나 베르데시아.
- 10월 30일 - 일본의 포르노 배우 이지마 아이. (~2008년)

### 11월
- 11월 1일
  - 오스트레일리아의 배우 토니 콜렛.
  - 대한민국의 전 축구 선수, 지도자 윤희준.
- 11월 2일 - 잉글랜드의 가수, 배우 서맨사 워맥.
- 11월 3일
  - 대한민국의 정치인 정호진.
  - 영국의 축구 선수 우고 에히오구. (~2017년)
- 11월 4일
  - 포르투갈의 전 축구 선수 루이스 피구.
  - 미국의 게임개발자 제프리 캐플런.
- 11월 5일 - 대한민국의 사회운동가, 정치인 이종철.
- 11월 6일 - 잉글랜드의 배우 탠디 뉴턴.
- 11월 8일 - 대한민국의 변호사, 정치인 이언주.
- 11월 9일
  - 일본의 성우 오기하라 히데키.
  - 일본의 성우 신도 나오미.
- 11월 11일
  - 미국의 야구 선수 다니엘 리오스.
  - 대한민국의 농구 선수 이상민.
  - 대한민국의 신학자 정성국.
  - 오스트레일리아의 배우 토니 콜렛.
- 11월 13일
  - 대한민국의 성우 김기철.
  - 일본의 배우, 가수 키무라 타쿠야. (SMAP)
  - 대한민국의 가수, 뮤지컬 배우 윤영아.
  - 오스트레일리아의 수영 선수 서맨사 라일리.
  - 대한민국의 성우 최정호.
- 11월 14일
  - 폴란드의 가수 에디타 구르니아크.
  - 미국의 남자 프로레슬링 선수 맷 블룸.
- 11월 15일
  - 대한민국의 농구 선수 전주원.
  - 대한민국의 성우 이현진.
- 11월 16일
  - 미국의 배우 미시 파일.
  - 대한민국의 배우 류진.
  - 대한민국의 야구 선수 김정수.
- 11월 18일 - 미국의 스노보드 선수 크리스 클러그.
- 11월 19일 - 대한민국의 배우 윤해영.
- 11월 20일 - 대한민국의 배우 한정수.
- 11월 21일
  - 대한민국의 배우 배성우.
  - 미국의 배우 레인 피닉스.
- 11월 22일 - 대한민국의 전 태권도 선수, 태권도 코치 박선미.
- 11월 24일 - 대한민국의 의학박사 손대경.
- 11월 26일
  - 러시아의 정치인 세르게이 악쇼노프.
  - 미국의 소설가 제임스 대시너
- 11월 28일
  - 대한민국의 소설가 정이현.
  - 일본의 전 축구 선수 나나미 히로시.
  - 덴마크의 가수 로니 데반티르.
- 11월 29일 - 일본의 성우 오기하라 히데키.

### 12월
- 12월 1일 - 대한민국의 베이시스트 이윤종.
- 12월 2일 - 대한민국의 작가, 전 아나운서 손미나.
- 12월 3일 - 대한민국의 광역의회의원 최지현.
- 12월 4일 - 일본의 성우 미야무라 유코.
- 12월 5일 - 일본의 만화가 히로에 레이.
- 12월 7일 - 미국의 전 프로레슬링 선수 태미 린 시치.
- 12월 9일 - 미국의 음악가 트레 쿨.
- 12월 10일
  - 대한민국의 가수 최재훈.
  - 영국의 록 밴드 브라이언 몰코.
  - 대한민국의 영화배우 정채경.
- 12월 11일
  - 사우디아라비아의 전 축구 선수 사미 알자베르.
  - 스웨덴의 전 아이스하키 선수 다니엘 알프레드손.
- 12월 12일 - 대한민국의 성우 하성용.
- 12월 15일 - 대한민국의 배우 이정재.
- 12월 18일
  - 대한민국의 충청북도 도의원 박상돈.
  - 대한민국의 배우 조경훈.
  - 미국의 희극인, 배우 제이슨 맨추커스.
  - 싱가포르의 경제학자, 정치인 로런스 웡.
- 12월 19일 - 미국의 배우 앨리사 밀라노.
- 12월 20일 - 일본의 애니메이션 작가 우로부치 겐.
- 12월 22일
  - 대한민국의 법조인, 정치인, 기초자치단체장 김종천.
  - 캐나다의 아이스하키 선수 커크 몰트비.
  - 프랑스의 가수, 배우 바네사 파라디.
- 12월 23일 - 대한민국의 기업인 박진희.
- 12월 27일 - 대한민국의 배우 정유석.
- 12월 28일 - 일본의 배우 테라지마 시노부.
- 12월 29일
  - 대한민국의 희극인 이휘재.
  - 영국의 배우 주드 로.
  - 대한민국의 가수 정삼.
  - 미국의 축구 선수 제이슨 크라이스.
- 12월 30일 - 대한민국의 법조인 이정엽
- 12월 31일
  - 프랑스의 전 축구 선수 그레고리 쿠페.
  - 미국의 가수 조이 매킨타이어. (뉴 키즈 온 더 블록)

### 미상
- 대한민국의 희극인 문지연.
- 대한민국의 프로듀서, PD 손문권. (~2012년)
- 대한민국의 영화 감독 신은정.
- 대한민국의 교수, 사회학자 이도훈.
- 대한민국의 기자 이민우.
- 대한민국의 영화 감독 조은령. (~2003년)
- 대한민국의 가수 제로.
- 대한민국의 과학자 정재승.
- 대한민국의 프로듀서 조현아.
- 대한민국의 앵커, 아나운서 최지현.
- 대한민국의 만화가 최훈.
- 대한민국의 인권 운동가, 작가 한채윤.
- 미국의 외교관 김유리.
- 대한민국 출신의 미국 여성 언론인 유나 리.
- 한국계 미국인 국제관계학 학자 수미 테리.
- 미국의 작가, 소설가, 각본가 에릭 가르시아.
- 미국의 크리에이티브 감독, 안무가, 프로듀서 제이미 킹.
- 대한민국의 소해금 연주가 박성진.
- 대한민국의 화가 신수진.
- 대한민국의 만화가 정훈이. (~2022년)
- 대한민국의 사격 선수 조은영.
- 대한민국의 판사 허선아.
- 일본의 배우 다카하시 히로시.
- 미국의 가수 라이언 밀러.
- 일본의 축구 선수 사토 히로시.
- 일본의 생물학자 하시모토 히로시.

## 사망

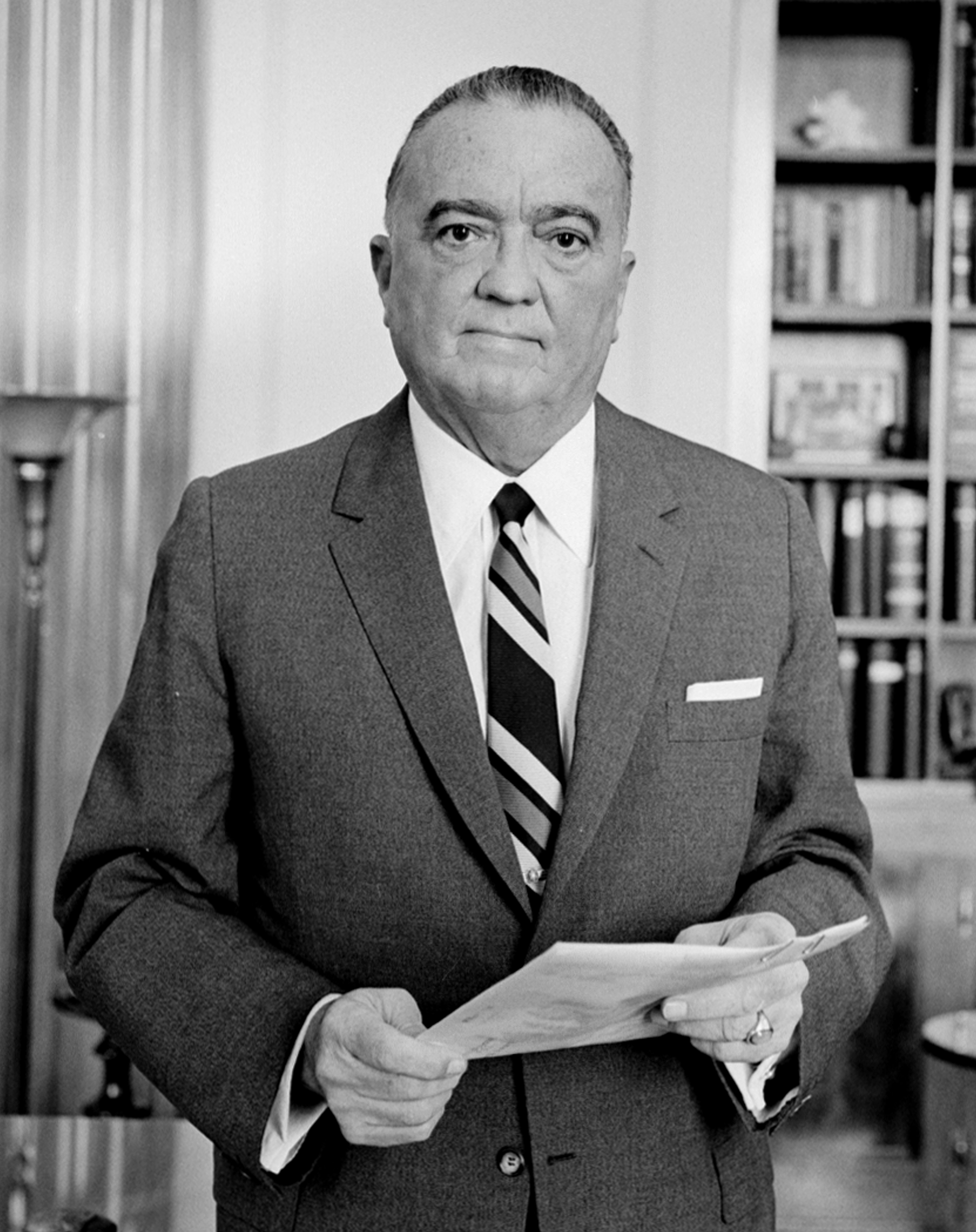
존 에드거 후버

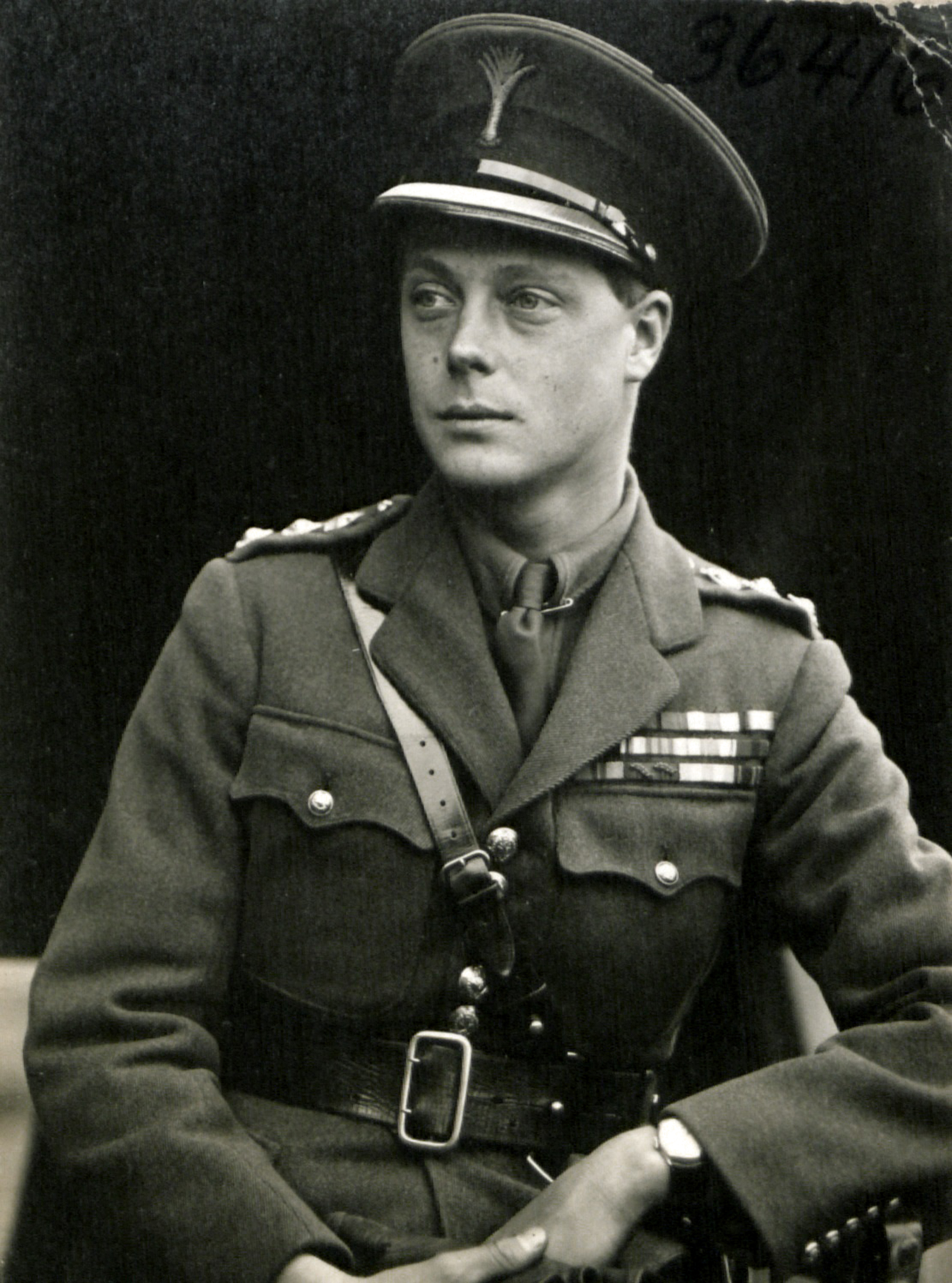
에드워드 8세

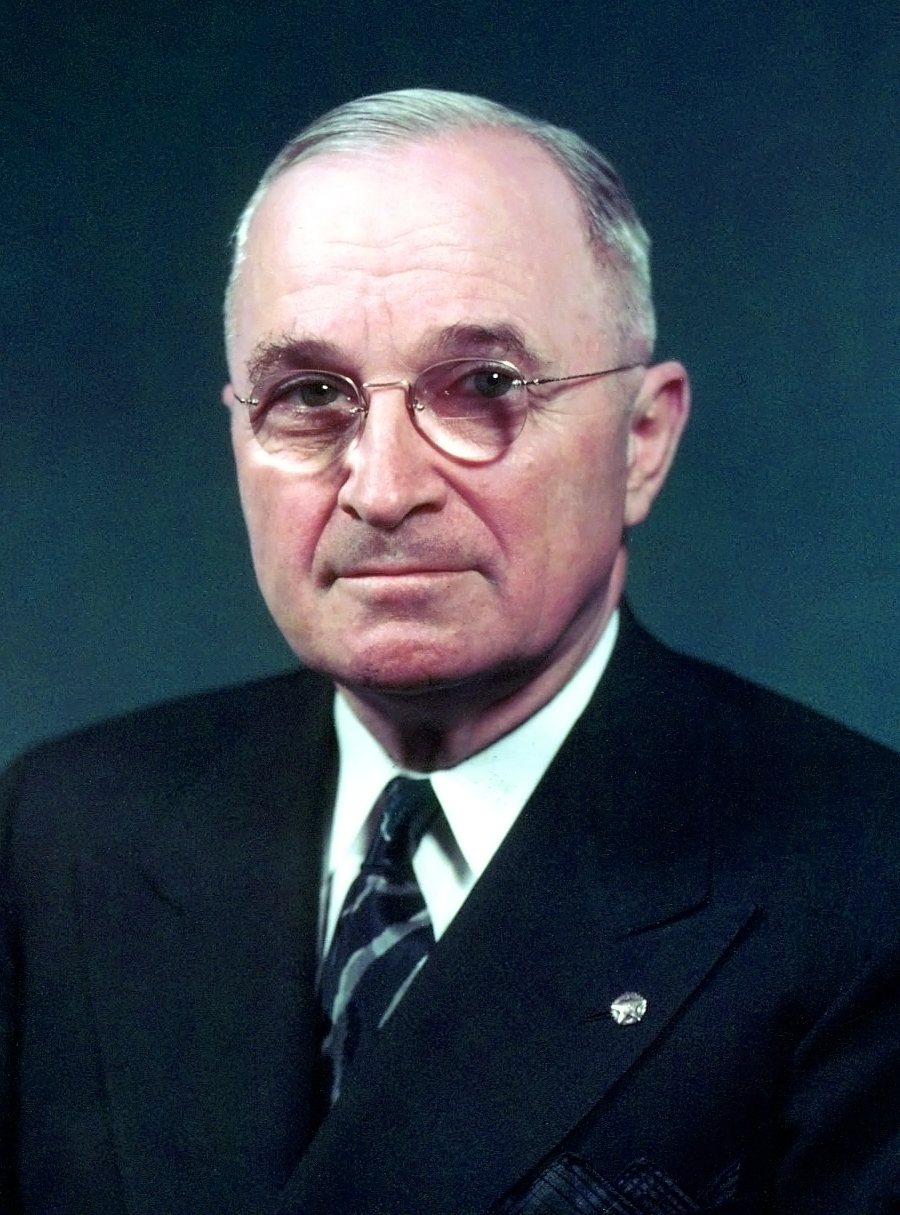
해리 S. 트루먼

- 1월 16일 - 미국의 배우 로스 배그더세리언. (1919년~)
- 2월 29일 - 대한민국의 성악가 권태호. (1903년~)
- 4월 2일 -  독일의 군인 프란츠 할더. (1884년~)
- 4월 4일 - 미국의 목사, 정치인 애덤 클레이턴 파월 주니어. (1908년~)
- 4월 15일 - 미국의 경제학자 프랭크 나이트. (1885년~)
- 4월 16일 - 일본의 작가, 소설가 가와바타 야스나리. (1899년~)
- 5월 2일 - 미국의 FBI 국장, 공무원 J. 에드거 후버. (1895년~)
- 5월 11일 - 대한민국의 독립운동가 이범석. (1900년~)
- 5월 13일 - 대한민국의 기업인 공진항. (1900년~)
- 5월 14일 - 대한민국의 화가 이상범. (1897년~)
- 5월 28일 - 영국의 국왕 에드워드 8세. (1894년~)
- 5월 29일 - 러시아의 과학자 스테판 티모셴코. (1878년~)
- 7월 27일 - 일본의 바둑 기사 세고에 겐사쿠. (1889년~)
- 10월 24일 - 미국의 야구 선수 재키 로빈슨. (1919년~)
- 11월 21일 - 대한민국의 정치인 김두한. (1918년~)
- 11월 22일 - 일본의 사진가 오카다 고요. (1895년~)
- 12월 2일 - 영춘권의 일대종사, 무술가 엽문. (1893년~)
- 12월 21일 - 제2차 세계 대전의 독일의 군인 파울 하우서. (1880년~)
- 12월 26일 - 미국의 제33대 대통령 해리 S. 트루먼. (1884년~)
- 12월 27일 - 캐나다의 총리 레스터 B. 피어슨. (1897년~)

## 노벨상
- 경제학상: 존 힉스, 케네스 애로
- 문학상: 하인리히 뵐
- 물리학상: 존 바딘, 리언 쿠퍼, 존 로버트 슈리퍼
- 생리학 및 의학상: 제럴드 에델만, 로드니 로버트 포터
- 화학상: 크리스천 B. 안핀슨, 스탠퍼드 무어, 윌리엄 하워드 스타인
- 평화상: 수상자 없음

## 달력
| 1월 |    |    |    |    |    |    |
| 일  | 월 | 화 | 수 | 목 | 금 | 토 |
|     |    |    |    |    |    | 1  |
| 2   | 3  | 4  | 5  | 6  | 7  | 8  |
| 9   | 10 | 11 | 12 | 13 | 14 | 15 |
| 16  | 17 | 18 | 19 | 20 | 21 | 22 |
| 23  | 24 | 25 | 26 | 27 | 28 | 29 |
| 30  | 31 |    |    |    |    |    |

| 2월 |    |    |    |    |    |    |
| 일  | 월 | 화 | 수 | 목 | 금 | 토 |
|     |    | 1  | 2  | 3  | 4  | 5  |
| 6   | 7  | 8  | 9  | 10 | 11 | 12 |
| 13  | 14 | 15 | 16 | 17 | 18 | 19 |
| 20  | 21 | 22 | 23 | 24 | 25 | 26 |
| 27  | 28 | 29 |    |    |    |    |

| 3월 |    |    |    |    |    |    |
| 일  | 월 | 화 | 수 | 목 | 금 | 토 |
|     |    |    | 1  | 2  | 3  | 4  |
| 5   | 6  | 7  | 8  | 9  | 10 | 11 |
| 12  | 13 | 14 | 15 | 16 | 17 | 18 |
| 19  | 20 | 21 | 22 | 23 | 24 | 25 |
| 26  | 27 | 28 | 29 | 30 | 31 |    |

| 4월 |    |    |    |    |    |    |
| 일  | 월 | 화 | 수 | 목 | 금 | 토 |
|     |    |    |    |    |    | 1  |
| 2   | 3  | 4  | 5  | 6  | 7  | 8  |
| 9   | 10 | 11 | 12 | 13 | 14 | 15 |
| 16  | 17 | 18 | 19 | 20 | 21 | 22 |
| 23  | 24 | 25 | 26 | 27 | 28 | 29 |
| 30  |    |    |    |    |    |    |

| 5월 |    |    |    |    |    |    |
| 일  | 월 | 화 | 수 | 목 | 금 | 토 |
|     | 1  | 2  | 3  | 4  | 5  | 6  |
| 7   | 8  | 9  | 10 | 11 | 12 | 13 |
| 14  | 15 | 16 | 17 | 18 | 19 | 20 |
| 21  | 22 | 23 | 24 | 25 | 26 | 27 |
| 28  | 29 | 30 | 31 |    |    |    |

| 6월 |    |    |    |    |    |    |
| 일  | 월 | 화 | 수 | 목 | 금 | 토 |
|     |    |    |    | 1  | 2  | 3  |
| 4   | 5  | 6  | 7  | 8  | 9  | 10 |
| 11  | 12 | 13 | 14 | 15 | 16 | 17 |
| 18  | 19 | 20 | 21 | 22 | 23 | 24 |
| 25  | 26 | 27 | 28 | 29 | 30 |    |

| 7월 |    |    |    |    |    |    |
| 일  | 월 | 화 | 수 | 목 | 금 | 토 |
|     |    |    |    |    |    | 1  |
| 2   | 3  | 4  | 5  | 6  | 7  | 8  |
| 9   | 10 | 11 | 12 | 13 | 14 | 15 |
| 16  | 17 | 18 | 19 | 20 | 21 | 22 |
| 23  | 24 | 25 | 26 | 27 | 28 | 29 |
| 30  | 31 |    |    |    |    |    |

| 8월 |    |    |    |    |    |    |
| 일  | 월 | 화 | 수 | 목 | 금 | 토 |
|     |    | 1  | 2  | 3  | 4  | 5  |
| 6   | 7  | 8  | 9  | 10 | 11 | 12 |
| 13  | 14 | 15 | 16 | 17 | 18 | 19 |
| 20  | 21 | 22 | 23 | 24 | 25 | 26 |
| 27  | 28 | 29 | 30 | 31 |    |    |

| 9월 |    |    |    |    |    |    |
| 일  | 월 | 화 | 수 | 목 | 금 | 토 |
|     |    |    |    |    | 1  | 2  |
| 3   | 4  | 5  | 6  | 7  | 8  | 9  |
| 10  | 11 | 12 | 13 | 14 | 15 | 16 |
| 17  | 18 | 19 | 20 | 21 | 22 | 23 |
| 24  | 25 | 26 | 27 | 28 | 29 | 30 |

| 10월 |    |    |    |    |    |    |
| 일   | 월 | 화 | 수 | 목 | 금 | 토 |
| 1    | 2  | 3  | 4  | 5  | 6  | 7  |
| 8    | 9  | 10 | 11 | 12 | 13 | 14 |
| 15   | 16 | 17 | 18 | 19 | 20 | 21 |
| 22   | 23 | 24 | 25 | 26 | 27 | 28 |
| 29   | 30 | 31 |    |    |    |    |

| 11월 |    |    |    |    |    |    |
| 일   | 월 | 화 | 수 | 목 | 금 | 토 |
|      |    |    | 1  | 2  | 3  | 4  |
| 5    | 6  | 7  | 8  | 9  | 10 | 11 |
| 12   | 13 | 14 | 15 | 16 | 17 | 18 |
| 19   | 20 | 21 | 22 | 23 | 24 | 25 |
| 26   | 27 | 28 | 29 | 30 |    |    |

| 12월 |    |    |    |    |    |    |
| 일   | 월 | 화 | 수 | 목 | 금 | 토 |
|      |    |    |    |    | 1  | 2  |
| 3    | 4  | 5  | 6  | 7  | 8  | 9  |
| 10   | 11 | 12 | 13 | 14 | 15 | 16 |
| 17   | 18 | 19 | 20 | 21 | 22 | 23 |
| 24   | 25 | 26 | 27 | 28 | 29 | 30 |
| 31   |    |    |    |    |    |    |

### 음양력 대조 일람
| 음력월 | 월건 | 대소 | 음력 1일의 양력 월일 | 음력 1일 간지 |
| ------ | ---- | ---- | -------------------- | ------------- |
| 1월    | 임인 | 소   | 2월 15일             | 병자          |
| 2월    | 계묘 | 대   | 3월 15일             | 을사          |
| 3월    | 갑진 | 소   | 4월 14일             | 을해          |
| 4월    | 을사 | 소   | 5월 13일             | 갑진          |
| 5월    | 병오 | 대   | 6월 11일             | 계유          |
| 6월    | 정미 | 소   | 7월 11일             | 계묘          |
| 7월    | 무신 | 대   | 8월 9일              | 임신          |
| 8월    | 기유 | 소   | 9월 8일              | 임인          |
| 9월    | 경술 | 대   | 10월 7일             | 신미          |
| 10월   | 신해 | 대   | 11월 6일             | 신축          |
| 11월   | 임자 | 대   | 12월 6일             | 신미          |
| 12월   | 계축 | 소   | 1973년 1월 5일       | 신축          |